# Zamora Induta
Zamora Induta é um tenente-general de Guiné-Bissau.
Foi chefe do Exército de Guiné-Bissau de 27 de outubro de 2009 a 1 de abril de 2010.
Também teve um papel decisivo na Revolta militar em Guiné-Bissau de 2010